# Mandl Bernát
Mandl Bernát (Szenice, 1852. május 20. – Budapest, 1940. október 4.) pedagógus, történetíró, újságíró.

## Élete
Mandl Lázár és Spitzer Fanni fia. Szülei rabbinak szánták. Héber tanulmányait Kismartonban Hildesheimer Izrael és Nikolsburgban Feuchtwang rabbiknál végezte. Később pedagógiai pályára lépett. Budapesten végezte az Országos Izraelita Tanítóképzőt, azután az állami polgári iskola tanárképző intézetet. Közben nevelősködött a Pozsony vármegyei Szencen és Szereden, s később Budapesten is. Ez idő alatt tanulmányúton volt nyugati országokban (Ausztriában, Németországban és Belgiumban). 1896-tól a Pesti Izraelita Hitközség polgári fiúiskolájának tanára és címzetes igazgatója. Évekig volt újságíró, mialatt írt a Neue Freie Presse, a Pesti Napló és a Budapester Tageblatt hasábjaira. Később alapos tudásra és széles látókörre valló pedagógiai és történelmi tanulmányokat írt az IMIT évkönyveibe, a Magyar-Zsidó Szemlébe, az Egyenlőségbe és más magyar és külföldi lapokba. Sokat írt és fordított a magyar irodalomból az Österreichische Wochenschriftbe és a Neuzeitba. Különösen értékesek a magyarországi zsidóság történetére vonatkozó kutatásai. Munkatársa volt az 1929-ben megjelent Magyar zsidó lexikonnak. Halálát tüdőgyulladás, szívizom-elfajulás okozta.

## Magánélete
Második házastársa Keleti (Östreicher) Eszter tanítónő volt, akivel 1911. augusztus 15-én Budapesten, a Terézvárosban kötött házasságot.

## Művei
- Gesammt Lehrplan für den Religinsunterricht der Pester israelitsche Cultusgemeinde (Wien, 1894)
- A Pesti Izraelita Hitközség fiúiskolájának története (Budapest, 1896)
- A magyarhoni zsidók tanügye II. József alatt (Budapest 1901, németül: Frankfurt 1904)
- A magyarországi izraelita iskolák állapota a XIX. században (Budapest 1909)
- Med. Dr. Markus Mozes, Sohn des Pressburger Oberrabiners, Arzt in Deutschland (Wien 1928)